# Оленюк Михайло
Михайло Іванович Оленюк (псевдо:«Олег», «Ігор»; 1919, с. Старий Угринів, нині Калуського району, Івано-Франківської області — 17 травня 1945, с. Гостів, Тлумацький район, Івано-Франківська область) — командир сотні УПА «Залізні».

## Життєпис
Народився 24 жовтня 1919 року у селі Старий Угринів Калуського повіту в селянській родині. У 1930 році закінчив народну школу в рідному селі, ще 2 роки продовжував навчання в Калуші. Далі мешкав у с. Ягольниця в о. Володимира Антоновича, в багатій бібліотеці якого займався самоосвітою. У 1936 році повернувся в рідне село. Був активним просвітянином і учасником руханково-пожарного товариства «Луг».
Після радянської окупації Західної України у 1939 році нелегально переходить на територію Генерал-губернаторства, проходить військовий вишкіл ОУН в місті Кракові. У 1941—1943 роках служив в Українській допоміжній поліції. З 1943 року в УНС, де виконує функції інструктора-вишкільника. З осені 1943 року — в сотні «Змії» командира «Різуна», в січні-березні 1944 року — політвиховник сотні, згодом — чотовий четвертої чоти.
Навесні 1944 року направлений у старшинську школу «Олені-1», яку закінчив у званні булавного. Влітку цього ж року призначений чотовим сотні «Месники» ТВ-22 «Чорний ліс», а з жовтня очолив новосформовану сотню «Залізні» куреня «Смертоносці» та був підвищений до звання старший булавний.
В лютому 1945 року сотня ввійшла до складу куреня «Дзвони». 15 квітня 1945 року Михайло Оленюк був підвищений до звання хорунжого, а вже наприкінці місяця сотня повернена до складу куреня «Смертоносці».
Важко поранений у бою з відділами НКВС в Гуковому лісі біля села Гостів Тлумацького району. Щоб не потрапити живим у полон, дострелив себе. Похований 18 травня 1945 року на місцевому сільському цвинтарі.